# HMS Mahratta (G23)
HMS Mahratta (G99) là một tàu khu trục lớp M được Hải quân Hoàng gia Anh Quốc chế tạo vào cuối những năm 1930. Nguyên được mang tên Marksman, nó bị hư hại đang khi chế tạo và phải được tháo dỡ để đóng lại trên một đường trượt khác; được hạ thủy như là chiếc Mahratta vào năm 1942, hoàn tất năm 1943 và nhanh chóng được đưa vào hoạt động. Nó đã tích cực phục vụ trong vai trò hộ tống tàu buôn tại Bắc Đại Tây Dương và biển Bắc Cực, cho đến khi bị đánh chìm bởi ngư lôi phóng từ tàu ngầm U-boat Đức U-990 vào ngày 25 tháng 2 năm 1944.

## Thiết kế và chế tạo
Mahratta nguyên được đặt hàng như là chiếc Marksman, chiếc dẫn đầu cho lớp tàu khu trục M, nên lớp này đôi khi còn được gọi là lớp Marksman. Nó được đặt lườn vào ngày 21 tháng 1 năm 1940 tại xưởng tàu của hãng Scotts, ở Greenock, Glasgow, nhưng con tàu chưa hoàn tất bị hất tung khỏi đường trượt trong một vụ không kích vào tháng 5 năm 1941. Những hư hại do vụ không kích nghiêm trọng đến mức nó phải được tháo dỡ để chuyển sang một địa điểm khác. Con tàu mới được đặt lườn vào ngày 18 tháng 8 năm 1941, nhưng được đổi tên thành Mahratta khi được hạ thủy vào tháng 7 năm 1942, theo tên Đế quốc Maratha của Ấn Độ, nhằm ghi nhận những nỗ lực đóng góp tài chính của thuộc địa này trong chiến tranh. Mahratta được cộng đồng cư dân của Walsall đỡ đầu trong Tuần lễ Tàu chiến từ ngày 7 đến ngày 14 tháng 2 năm 1942, với mục tiêu vận động quyên góp gây quỹ 700.000 Bảng Anh, chi phí của một tàu chiến. Nó hoàn tất vào ngày 8 tháng 4 năm 1943 và được đưa ra hoạt động cùng ngày hôm đó.

## Lịch sử hoạt động
Trong khi chạy thử máy vào tháng 5 năm 1943, Mahratta đã hộ tống cho chiếc RMS Queen Mary vượt Đại Tây Dương. Nó khởi hành từ Scapa Flow vào ngày 2 tháng 6 cùng với HMS Musketeer và HMS Onslaught, quay trở về Scapa Flow cùng ngày hôm đó. Sang ngày 4 tháng 6, nó rời Seidisfjord, Iceland để hướng đi Spitsbergen, Na Uy trong khuôn khổ Chiến dịch FH nhằm giải vây cho lực lượng đồn trú tại Spitsbergen. Chiếc tàu khu trục rời Scapa Flow vào ngày 8 tháng 6 để đi bán đảo Kola, Nga. Đến tháng 7, Mahratta và Musketeer chờ đợi băng tan tại vùng biển Iceland trước khi thực hiện chuyến đi nhanh đến Murmansk trong khuôn khổ Chiến dịch FJ.
Chiến dịch Camera là một cuộc tập trận mô phỏng ngoài khơi bờ biển để trắc nhiệm khả năng phòng thủ chống lại một âm mưu đột phá của thiết giáp hạm Đức Tirpitz từ Kåfjord, Na Uy. Hoạt động được tiến hành từ Scapa Flow, bắt đầu vào ngày 7 tháng 7 năm 1943. Các tàu chiến khác cùng tham gia bao gồm các thiết giáp hạm HMS Duke of York và USS South Dakota, tàu sân bay HMS Furious, tàu tuần dương HMS Glasgow cùng các tàu khu trục USS Ellyson, USS Emmons, USS Fitch, USS Macomb, HMS Meteor, HMS Milne, HMS Musketeer và USS Rodman.
Chiến dịch Governor là một hoạt động khác nhằm đánh lừa Tirpitz và các tàu chiến hạng nặng khác ra khỏi cảng bằng cách giả định một cuộc tấn công vào miền Nam Na Uy. Hoạt động được tiến hành từ Hvalfjord vào ngày 26 tháng 7. Mahratta nằm trong thành phần Lực lượng A, vốn còn bao gồm các thiết giáp hạm HMS Anson và USS Alabama, tàu sân bay HMS Illustrious cùng các tàu khu trục USS Emmons, USS Fitch, USS Macomb, HMS Meteor, HMS Milne, HMS Musketeer và USS Rodman.
Chiến dịch SF xuất phát từ Scapa Flow vào ngày 30 tháng 7, khi Mahratta nằm trong thành phần Lực lượng B, khởi hành cùng với HMS Milne và HMS Musketeer để gia nhập cùng HMS Oribi và HMS Orwell hộ tống chiếc tàu chở dầu SS Blue Ranger. Chiến dịch Lorry xuất phát từ Skaalefjord vào ngày 26 tháng 8, khi Mahratta nằm trong thành phần Hải đội Tuần dương 10, cho phép chuyển các tàu khu trục và tàu tiếp liệu đến Kola ở phía Bắc Liên Xô. Tirpitz đã rời căn cứ của nó tại Kåfjord cùng nhiều tàu khu trục để tấn công đoàn tàu, nhưng đã khởi hành chậm mất vài giờ. Chiến dịch này đã chuyển giao nhân sự và thiết bị phục vụ kỹ thuật các máy bay Supermarine Spitfire, được sử dụng trong việc trinh sát hình ảnh chuẩn bị cho Chiến dịch Source.
Đến tháng 9, Mahratta được gửi đến Địa Trung Hải cùng với tàu chị em HMS Matchless để hộ tống thiết giáp hạm HMS Valiant đi Plymouth để sửa chữa. Matchless bị hỏng trên đường quay trở về, và Mahratta đã phải kéo nó. Dây cáp kéo bị đứt, và sau đó Mahratta cứu vớt một số người sống sót từ một máy bay Handley Page Halifax thuộc Bộ chỉ huy Tuần duyên, vốn bị một tàu ngầm U-boat bắn rơi; họ đã trải qua mười một ngày lênh đênh trên biển. Mahratta đi đến Plymouth vào ngày 11 tháng 10, và sau đó lại đi lên phía Bắc đến Scapa Flow và Seidisfjord để hộ tống Đoàn tàu JW 54A trong khuôn khổ Chiến dịch FR.
Chiến dịch FR có mục đích chuyển các tàu hộ tống đến phía Bắc nước Nga để hoạt động bảo vệ cho Đoàn tàu RA 54A, chuyến đầu tiên trong đợt vận tải mùa Đông 1943. Cùng tham gia với Mahratta còn có HNoMS Eglantine, HMS Harrier, HMS Matchless, HMS Milne, HMS Musketeer, HMS Saumarez, HMS Savage, HMS Scorpion, HMS Scourge, HMS Seagull và HMS Westcott. Việc bảo vệ cho đoàn tàu do USS Augusta, HMS London và HMS Middleton đảm trách. Đoàn tàu RA 54A, bao gồm tàu sân bay Formidable và thiết giáp hạm Anson, khởi hành từ bán đảo Kola vào ngày 1 tháng 11. Việc khởi hành bị trì hoãn do sương mù dày đặc, nhưng do đó đã cho phép đoàn tàu đến được Loch Ewe mà không bị tấn công.
Sau đó Mahratta tham gia hộ tống cho một loạt đoàn tàu vận tải Bắc Cực: Đoàn tàu JW 54A khởi hành vào ngày 22 tháng 11 và đi đến Arkhangelsk an toàn vào ngày 3 tháng 12. Đoàn tàu RA 54B khởi hành từ Arkhangelsk vào ngày 26 tháng 11 để hướng đi Loch Ewe, chuyến đi bị ảnh hưởng nặng bởi thời tiết xấu. Đoàn tàu JW 56B khởi hành từ Loch Ewe vào ngày 22 tháng 1 năm 1944 và đi đến bán đảo Kola vào ngày 1 tháng 2; đoàn tàu bị tấn công trong chuyến đi, khi tàu khu trục HMS Hardy trúng một quả ngư lôi phóng từ tàu ngầm Đức U-278 và phải được tàu khu trục HMS Venus đánh đắm sau đó. Đoàn tàu RA 56 khởi hành từ bán đảo Kola vào ngày 3 tháng 2, và đi đến Loch Ewe vào ngày 11 tháng 2.
Trong chuyến đi sau cùng của Mahratta, Đoàn tàu JW 57 khởi hành từ Loch Ewe vào ngày 11 tháng 2 và đi đến bán đảo Kola vào ngày 28 tháng 2. Trong chuyến đi này, vào ngày 23 tháng 2, một máy bay Focke-Wulf Fw 200 "Condor" đối phương bị phát hiện, và máy bay tiêm kích F4F Wildcat cất cánh từ tàu sân bay hộ tống HMS Chaser được cho là đã đánh đuổi chiếc Condor, nhưng nó vẫn dõi theo từ xa. Nhiều tàu ngầm U-boat đối phương bị phát hiện, và các máy bay Wildcat và Fairey Swordfish được tung ra để tấn công mọi chiếc U-boat tìm thấy. HMS Keppel đã thành công trong việc đánh chìm tàu ngầm Đức U-713 bằng mìn sâu; và đến ngày 25 tháng 2, một thủy phi cơ PBY Catalina thuộc Liên đội 210 Không quân Hoàng gia Anh đã đánh chìm tàu ngầm Đức U-601 đang dõi theo đoàn tàu. Tuy nhiên cũng trong ngày hôm đó, Mahratta trúng hai quả ngư lôi T5 Gnat phóng từ tàu ngầm U-990 khi ở ngoài khơi bờ biển Na Uy, khoảng 200 hải lý (370 km) ngoài khơi Nordkapp. Nó đắm ở tọa độ 71°17′B 13°30′Đ / 71,283°B 13,5°Đ; chỉ có 16 người trong tổng số 236 thành viên thủy thủ đoàn sống sót.
Cho dù Mahratta bị mất, Đoàn tàu JW 57 là một thành công lớn. Nó là đoàn tàu vận tải tiếp liệu lớn nhất từng được gửi sang Nga.